# Yann Mari Normand
Yann Mari (Jean-Marie) Normand, né le 15 février 1886 à Kerilly près de Guiclan et mort le 9 novembre 1961 à Saint-Thégonnec,, était un paysan poète qui a écrit des poèmes en breton alors qu'il était mobilisé durant la Première Guerre mondiale.

## Biographie
Yann Mari Normand est né à Guiclan et y a vécu jusqu'en 1921. Il a ensuite repris une ferme à Kerdro en Saint-Thégonnec qu'il a exploitée jusqu'à son décès.
Il a été appelé sous les drapeaux en 1914. Il était maréchal des logis dans une compagnie d'artillerie.
C'était un paysan instruit : il a été scolarisé jusqu'en seconde et a appris le latin, le grec et l'anglais. Sa langue maternelle était le breton, et il en était un fervent défenseur. Il faisait partie de l’Emsav, le mouvement militant breton.

## Œuvre
Yann Mari Normand a écrit des poèmes alors qu'il était au front, entre 1917 et 1919. Ses poèmes ont été publiés dans la revue bretonne Kroaz Ar Vretoned (La Croix des Bretons en breton).
Ses manuscrits, retrouvés au début du XXIe siècle, ont fait l'objet d'études au département DEC (Diplôme d'Études Celtiques) de l'université de Rennes 2, d'une traduction et d'une publication. Il s'agit de 49 poèmes qui traitent de la guerre, de la vie de soldat ou de prisonnier, mais aussi de la langue bretonne, du travail agricole, ou encore de la place des femmes dans la société.

## Pour approfondir